# Lago Yamanaka
El lago Yamnaka  se encuentra en el pueblo de Yamanakako, en la prefectura de Yamanashi, cerca del monte Fuji, Japón. 
El lago Yamanaka es el mayor de los cinco lagos de Fuji en superficie y el más elevado. Es el tercer lago más alto de Japón, con una altitud media de 980,5 m. También es el más profundo de los cinco lagos del Fuji, con una profundidad máxima de agua de 13,5 m. Se formó por  acumulación de lava debido a una antigua erupción del monte Fuji. Es drenado por el río Sagami y es el único de los cinco lagos de Fuji que tiene un flujo natural.
En el período Meiji se introdujeron la carpa, el leucisco y el capelán, aunque los primeros esfuerzos para introducir salmón rojo no tuvieron éxito. En años más recientes, las especies exóticas introducidas, como el black bass y el carpín arlequín, han desplazado cada vez más a las especies nativas. En términos de vida vegetal, se descubrió una variedad de bola de espuma en el lago en 1956.

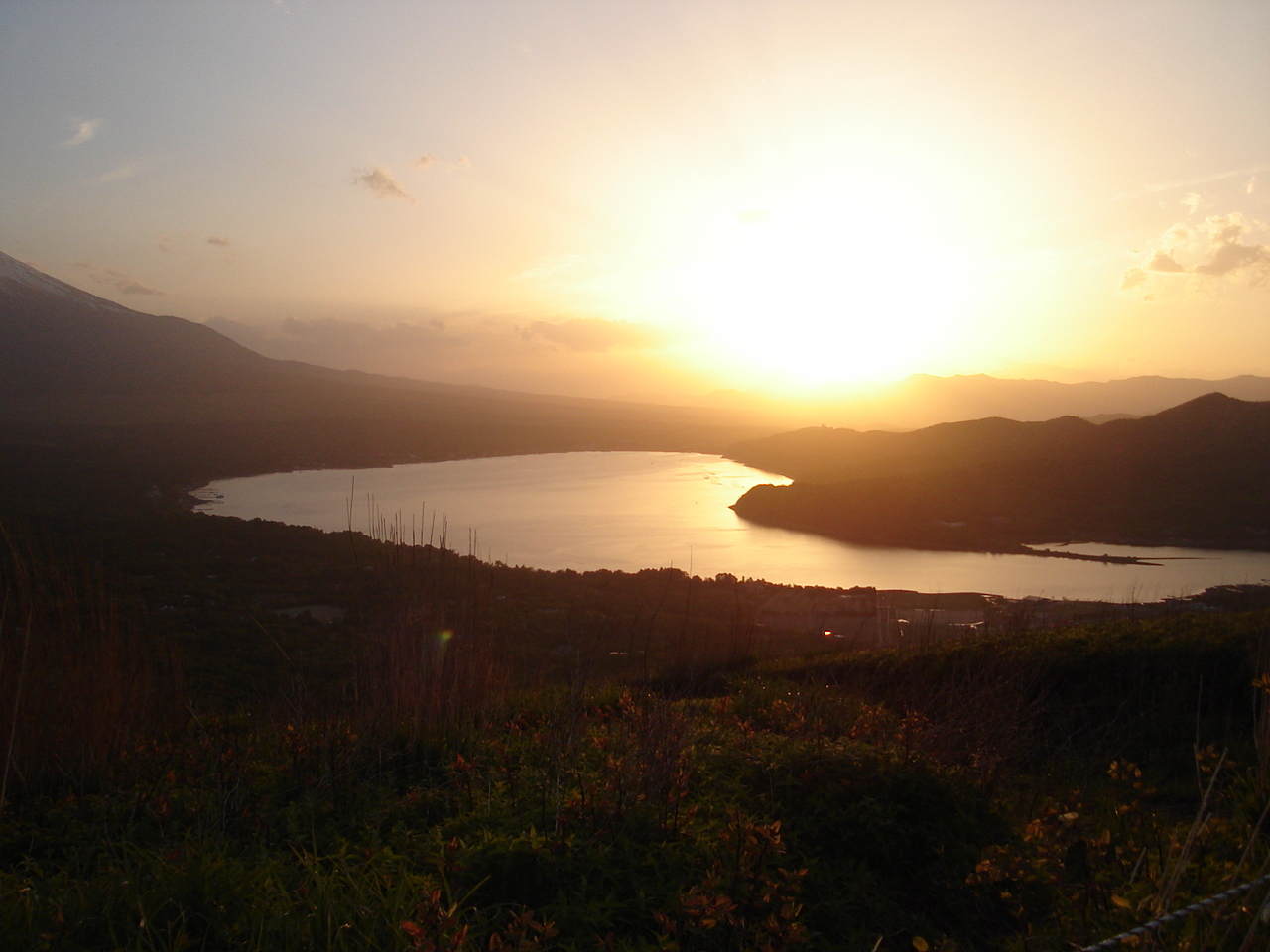
Atardecer en el lago Yamanaka

El lago es un lugar de ocio popular para paseos en bote, pesca, esquí acuático, windsurf, turismo y natación. Si el viento viene del oeste, el lago proporciona una elevación suave para practicar el parapente en el monte Myōjinyama. También hay pequeñas cabañas y sitios disponibles para acampar. El lago está dentro de los límites del (parque nacional Fuji-Hakone-Izu).
En 2013, el lago se agregó a la Lista del Patrimonio Mundial como parte del Sitio Cultural Fujisan.

## Acceso

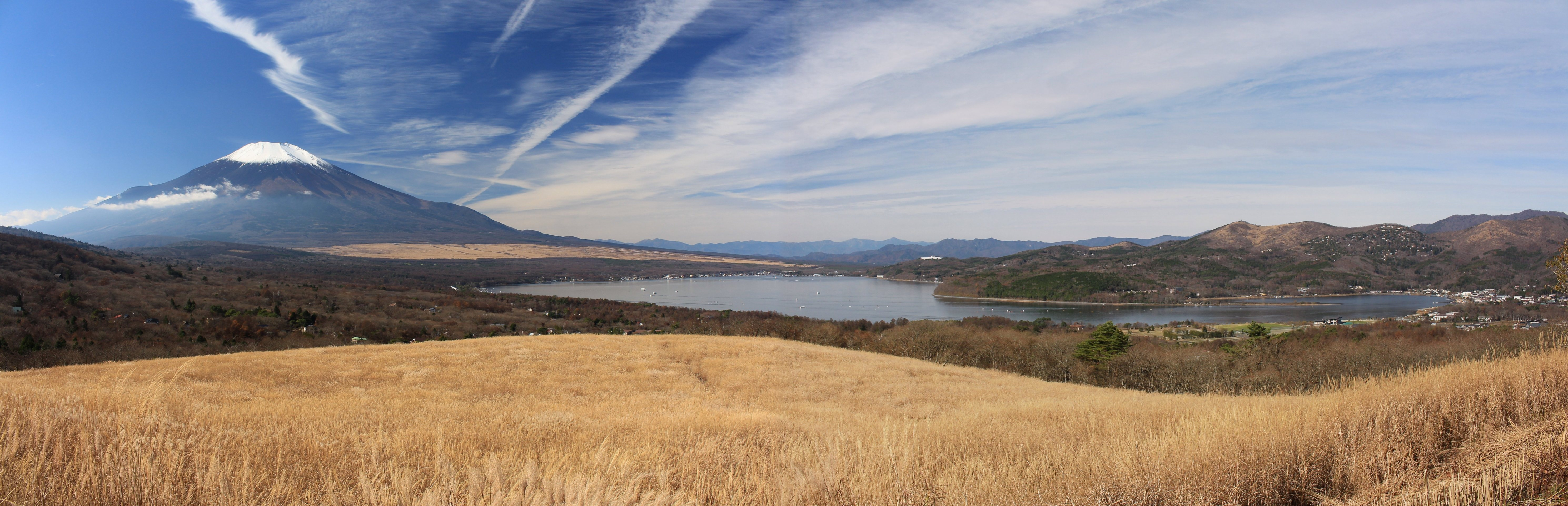
El monte Fuji y el lago Yamanaka vistos desde el monte Myōjin en Yamanakako, prefectura de Yamanashi, Japón.

Temprano en la mañana, cuando hay poco tráfico en las autopistas Tōmei y Chūō, el viaje entre Tokio y el lago Yamanaka toma una hora. El tráfico se vuelve pesado más tarde y el viaje toma un tiempo más largo. La ruta nacional de Japón 138 y la ruta nacional de Japón 413 corren a lo largo de las orillas del lago. Hay servicios de autobús disponibles desde la estación Fujisan (línea Fujikyuko), la estación JR Gotemba (línea JR Gotemba) y la estación JR Mishima (JR Shinkansen). Los servicios de autobuses de la autopista también están disponibles en la estación Shinjuku (Tokio). 